# Золотоборідник
Золотоборідник, золотобородник (Chrysopogon) — рід трав з родини тонконогових або злакових (Poaceae).

## Опис

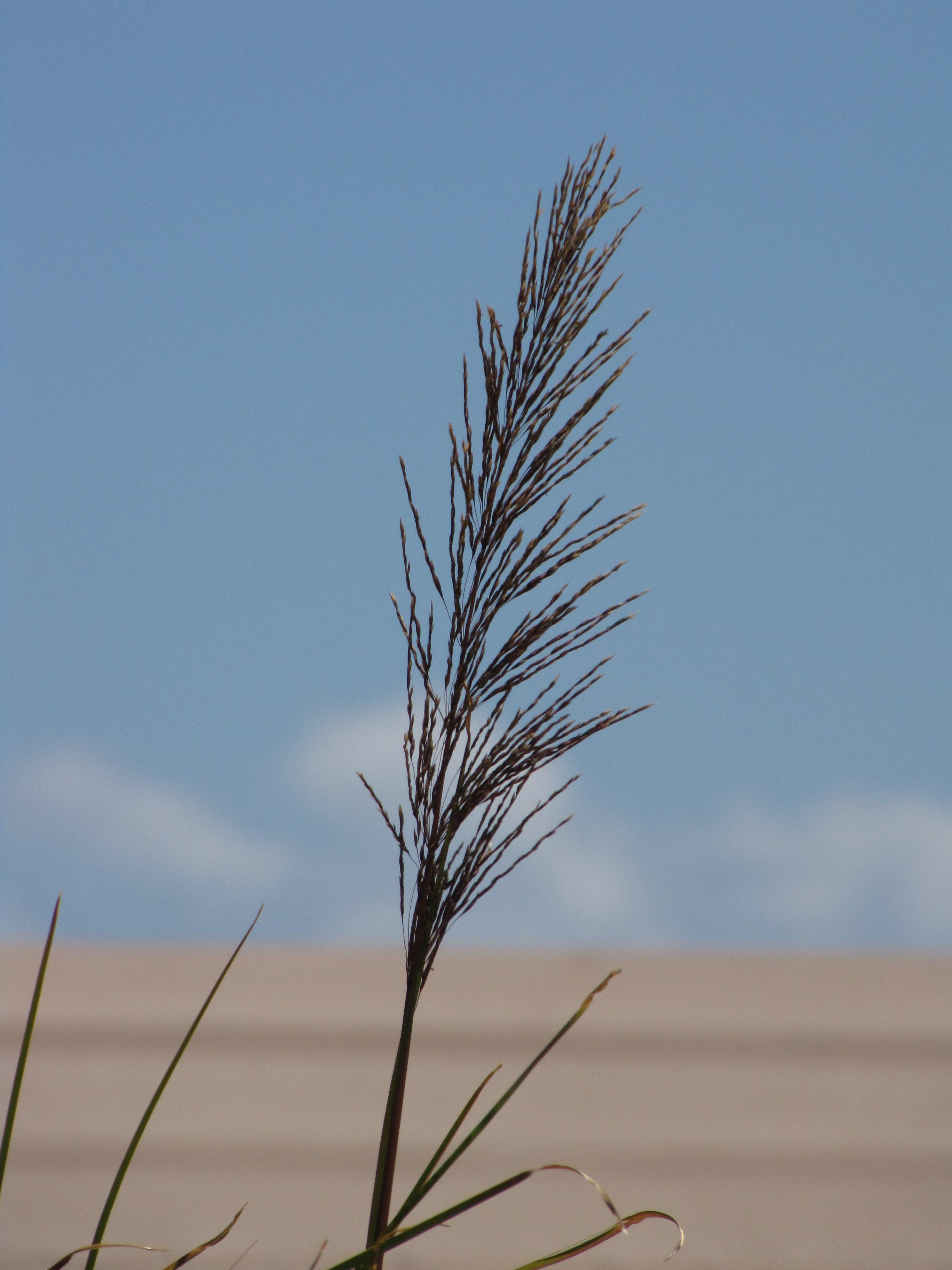
Колос Chrysopogon zizanioides

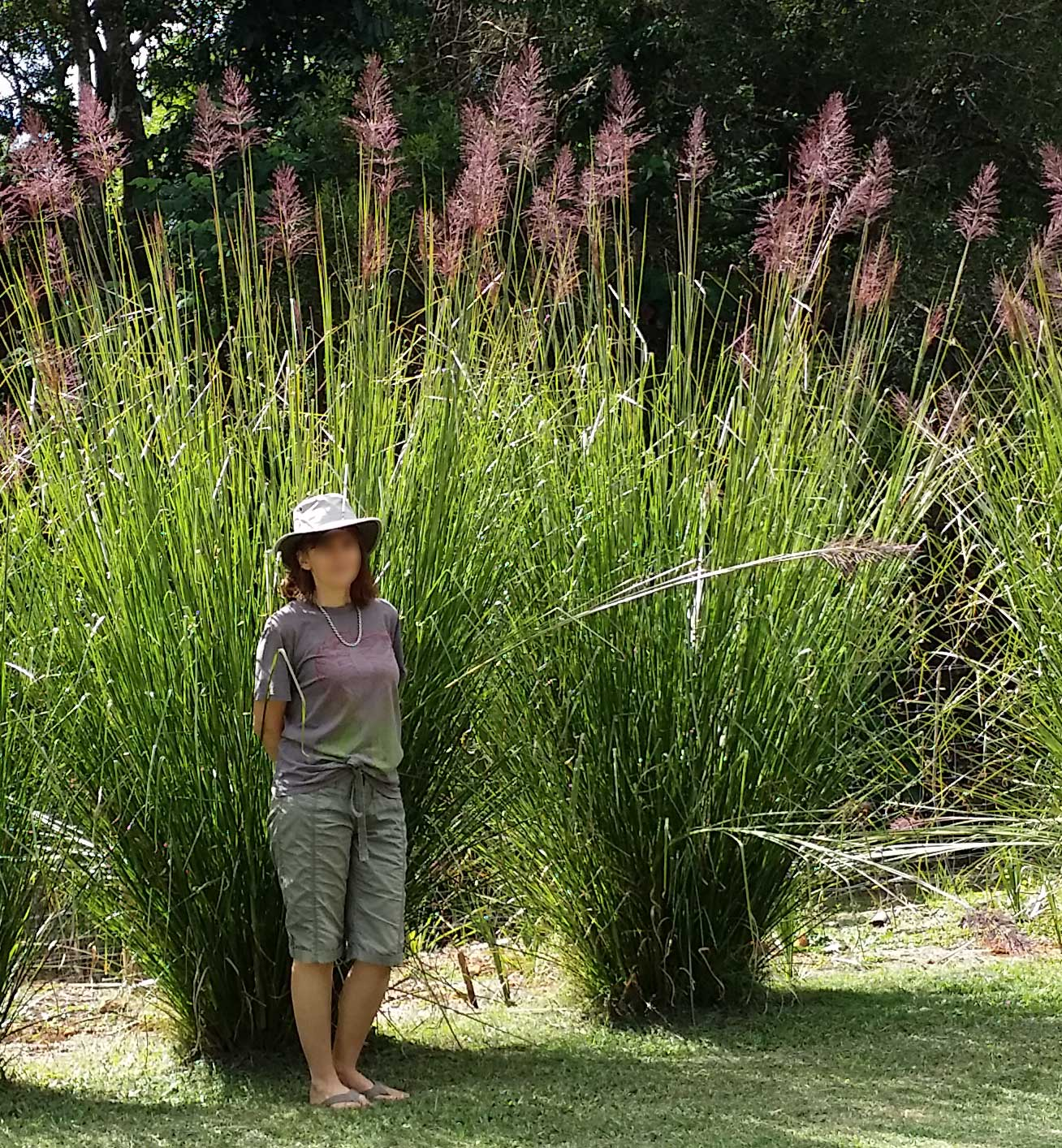
Chrysopogon zizanioides'

Багаторічна трав'яниста рослина з пучковими або з розлогими кореневищами. Листові пластинки переважно прикореневі, зазвичай вузькі. Суцвіття — рихла кінцева волоть; первинні гілки мутовчасті, ниткоподібні, зазвичай нерозгалужені, кожна з яких несе китицю. Гроновидне суцвіття складається з небагатьох пар колосків або, як правило, зводиться до тріади з 1 сидячого двостатевого колоска та 2 ніжкових чоловічих або безплідних колосків.

## Поширення
Представники роду поширені в тропічних та тепло-помірних регіонах Старого світу, головним чином в Азії (з них чотири види (один інтродукований) у Китаї) та в Австралії, один вид — на півдні США (Флорида) і на Кубі.

## Систематика
Рід Vetiveria (укр. Ветиверія) традиційно відокремлювався від роду Chrysopogon на основі його більш довгих китиць, що складаються з кількох пар колосків у додаток до кінцевої тріади. Проте вже давно відомо, що існують проміжні сполуки, і сучасні знання про групу роблять цей поділ на два роди вже неможливим.

## Види
За даними спільного енциклопедичний інтернет-проєкт із систематики сучасних рослин Королівських ботанічних садів у К'ю і Міссурійського ботанічного саду «The Plant List» рід містить 48 прийнятих видів:.
- Chrysopogon aciculatus (Retz.) Trin.
- Chrysopogon argutus (Steud.) Trin. ex B.D.Jacks.
- Chrysopogon asper B.Heyne ex Blatt. & McCann
- Chrysopogon aucheri (Boiss.) Stapf
- Chrysopogon benthamianus Henrard
- Chrysopogon borneensis Henrard
- Chrysopogon castaneus Veldkamp & C.B.Salunkhe
- Chrysopogon celebicus Veldkamp
- Chrysopogon copei N.Mohanan & Ravi
- Chrysopogon crevostii A.Camus
- Chrysopogon elongatus (R.Br.) Benth.
- Chrysopogon festucoides (C.Presl) Veldkamp
- Chrysopogon filipes (Benth.) Reeder
- Chrysopogon fulvibarbis (Trin.) Veldkamp
- Chrysopogon fulvus (Spreng.) Chiov.
- Chrysopogon gryllus (L.) Trin.
- Chrysopogon hackelii (Hook.f.) C.E.C.Fisch.
- Chrysopogon hamiltonii (Hook.f.) Haines
- Chrysopogon humbertianus A.Camus
- Chrysopogon intercedens Veldkamp
- Chrysopogon lancearius (Hook.f.) Haines
- Chrysopogon latifolius S.T.Blake
- Chrysopogon lawsonii (Hook.f.) Veldkamp
- Chrysopogon macleishii Cope
- Chrysopogon micrantherus Veldkamp
- Chrysopogon nemoralis (Balansa) Holttum
- Chrysopogon nigritanus (Benth.) Veldkamp
- Chrysopogon nodulibarbis (Hochst. ex Steud.) Henrard
- Chrysopogon oliganthus Veldkamp
- Chrysopogon orientalis (Desv.) A.Camus
- Chrysopogon pallidus (R.Br.) Trin. ex Steud.
- Chrysopogon pauciflorus (Chapm.) Benth. ex Vasey
- Chrysopogon perlaxus Bor
- Chrysopogon plumulosus Hochst.
- Chrysopogon polyphyllus (Hack.) Blatt. & McCann
- Chrysopogon pseudozeylanicus K.G.Bhat & Nagendran
- Chrysopogon purushothamanii Ravi, N.Mohanan & Kiran Raj
- Chrysopogon rigidus (B.K.Simon) Veldkamp
- Chrysopogon schmidianus A.Camus
- Chrysopogon serrulatus Trin.
- Chrysopogon setifolius Stapf
- Chrysopogon subtilis (Steud.) Miq.
- Chrysopogon sylvaticus C.E.Hubb.
- Chrysopogon tadulingamii Sreek., V.J.Nair & N.C.Nair
- Chrysopogon tenuiculmis Henrard
- Chrysopogon velutinus (Hook.f.) Bor
- Chrysopogon verticillatus (Roxb.) Trin. ex Steud.
- Chrysopogon zizanioides (L.) Roberty